# Astragalus arthurii
Astragalus arthurii är en ärtväxtart som beskrevs av Marcus Eugene Jones. Astragalus arthurii ingår i släktet vedlar, och familjen ärtväxter. Inga underarter finns listade i Catalogue of Life.